# Referèndum sobre la Constitució Europea a Luxemburg
El referèndum sobre el Tractat que estableix una Constitució per a Europa es va celebrar a Luxemburg el 10 de juliol de 2005 per a decidir si l'estat luxemburguès ratificava la proposta de Constitució per a la Unió Europea. 56.52% dels 220,717 votants van dir "sí". Les oficines de votació van estar obertes des de les 8 del matí fins a les 2 de la tarda.
El "sí" estava recolzat per partits com el Partit Popular Social Cristià (el partit que governa, membre del Partit Popular Europeu).
| Opció                    | Vots    | Percentatge |
| ------------------------ | ------- | ----------- |
| Sí                       | 109,494 | 56.52%      |
| No                       | 84,221  | 43.48%      |
| Vots vàlids              | 193,715 | 97.05%      |
| Vots invàlids o en blanc | 5,894   | 2.95%       |
| Vots totals              | 199,609 | 100%        |
| Participació             | 220,717 | 90,44%      |